# Hans Nägeli
Hans Nägeli (* 1. Februar 1865 in Nuolen; † 27. September 1945 in Zollikon, reformiert, heimatberechtigt in Zürich) war ein Schweizer Politiker (Demokratische Partei).

## Biografie
Hans Nägeli wurde am 1. Februar 1865 in Nuolen als Sohn des Badwirts Hans Jakob Nägeli und der Barbara geborene Bosshard geboren. Hans Nägeli absolvierte ein Studium der Theologie an der Universität Zürich. In der Folge war er zuerst ab 1888 als Vikar am Zürcher Neumünster, anschliessend ab 1891 als Aktuar der Stadtschulpflege, ehe er von 1892 bis 1900 als Sekretär der bürgerlichen Verwaltung und der Armenpflege tätig war. Danach war er als Erster Sekretär beim städtischen Schulamt angestellt.
Hans Nägeli heiratete im Jahr 1894 die gebürtige Zollikonerin Frieda Amalie, Tochter des Alfred Häusser. Er verstarb am 27. September 1945 vier Monate vor Vollendung seines 81. Lebensjahres in Zollikon.

## Politisches Wirken
Hans Nägeli, Mitglied der Demokratischen Partei, gehörte zunächst von 1907 bis 1917 dem Zürcher Stadtrat an. Dort leitete er vorerst das  Vormundschafts- und Armenwesen, ab 1910 das Finanzamt. Im Jahr 1917 wurde er zum Stadtpräsidenten gewählt. 1928 unterlag er in einer erstmals in Zürich stattfindenden Kampfwahl gegen seinen sozialdemokratischen Herausforderer Emil Klöti. Darüber hinaus vertrat Nägeli zwischen 1920 und 1927 seine Partei im Zürcher Kantonsrat.
Hans Nägeli profilierte sich als Verwaltungsfachmann sowie in seinem Überblick über die städtischen Finanzen und seiner fachkundigen Kommissionsarbeit. Zudem verfasste er Schriften zu städtischen Finanz- und Schulfragen.